# Cladiella michelini
Cladiella michelini is een zachte koraalsoort uit de familie Alcyoniidae. De koraalsoort komt uit het geslacht Cladiella. Cladiella michelini werd in 1944 voor het eerst wetenschappelijk beschreven door Tixier-Durivault. 